# William Forsythe
William Forsythe (n. 7 iunie 1955, New York City, New York, SUA) este un actor american de film. Are frecvent roluri de "duri", precum criminali sau ofițeri de poliție.

## Filmografie

### Filme
- Long Shot (1978) - Billy
- King of the Mountain (1981) - Tom 'Big Tom'
- Smokey Bites the Dust (As 'Bill Forsythe', 1981) - Kenny
- The Man Who Wasn't There (1983) - 'Pug Face Crusher'
- A fost odată în America‎ (Once Upon a Time in America, 1984) - Phil 'Cockeye' Stein
- Cloak & Dagger (1984) - Morris
- The Lightship (1985) - Gene
- Savage Dawn (1985) - Pigiron
- S-a furat Arizona (Raising Arizona, 1987) - Evelle
- Extreme Prejudice (1987) - Sergeant Buck Atwater
- Weeds (1987) - Burt The Booster
- Patty Hearst (1988) - 'Teko'
- Dead Bang (1989) - Arthur Kressler
- Torrents of Spring (1989) - Prince Ippolito Polozov
- Sons (1990) - Mikey
- Dick Tracy (1990) - Flattop
- Career Opportunities (1991) - Custodian
- Out for Justice (1991) - Richie Madano
- Stone Cold (1991) - 'Ice' Hensley
- The Waterdance (1992) - Bloss
- American Me (1992) - J.D.
- The Gun in Betty Lou's Handbag (1992) - Billy Beaudeen
- Relentless 3 (1993) - Walter Hilderman
- Direct Hit (1994) - Hatch
- Things to Do in Denver When You're Dead (1995) - 'Franchise'
- Beyond Desire (1995) - Ray Patterson
- Virtuosity (1995) - Chief Billy Cochran
- Palookaville (1995) - Sid Dunleavy
- The Immortals (1995) - Tim James
- The Substitute (1996) - Holland
- For Which He Stands (1996) - Johnny Rochetti
- Fortăreața (The Rock, 1996) - FBI Agent Ernest Paxton
- Rule of Three (1997) - Mitch
- Big City Blues (1997) - Hudson
- Firestorm (1998) - Randall Alexander Shaye
- The Pass (1998) - Charles Duprey
- Ambushed (1998) - Mike Organski
- Soundman (1998) - Frank Rosenfeld
- Hell's Kitchen (1998) - Lou
- Row Your Boat (1999) - Gil Meadows
- The Last Marshal (1999) - DeClerc
- Four Days (1999) - Milton 'Milt'
- Blue Streak (1999) - Detective Hardcastle
- Un gigolo de doi bani (Deuce Bigalow: Male Gigolo, 1999) - Detectiv Chuck Fowler
- 18 Shades of Dust (1999) - Tommy Cucci
- Paradise Lost (1999) - Mike Stark
- Civility (2000) - Andrew LeBretian
- Luck of the Draw (2000) - Max Fenton
- G-Men from Hell (2000) - Dean Crept
- Camouflage (2001) - Alton Owens
- Blue Hill Avenue (2001) - Detective Torrance
- Outlaw (2001) - Ted Castle
- Coastlines (2002) - Fred Vance
- Hard Cash (2002) - Bo Young
- City by the Sea (2002) - 'Spyder'
- The Technical Writer (2003) - Joe
- The Librarians (2003) - Simon
- Comedie de groază 3 (Scary Movie 3, 2003) - Cindy's Psychiatrist (sfârșit alternativ șters)
- The Last Letter (2004) - Mr. Griffith
- The L.A. Riot Spectacular (2005) - George Holliday
- The Devil's Rejects (2005) - Sheriff John Quincy Wydell
- Freedomland (2006) - Detective Boyle
- Jam (2006) - Ted
- 88 Minutes (2007) - FBI Agent Frank Parks
- Southern Gothic (2007) - Pitt
- Hack! (2007) - Willy
- Halloween (2007) - Ronnie White
- Stiletto (2008) - Alex
- iMurders (2008)[6] - Profesor Uberoth
- The Nail: The Story of Joey Nardone (2009) - Massimo
- Happy in the Valley (2009) - Stewart
- Dear Mr. Gacy (2010) - John Gacy
- The Rig (2010) - Jim Fleming
- Jesse (2011) - Vince 'The Godfather'
- L.A., I Hate You (2011) - Uncle 'Rip'
- Born to Ride (2011) - Jack Steele
- Slip & Fall (2011) - Jerry
- Inkubus (2011) - Retired Detective Gil Diamante
- Loosies (2011) - Captain Tom Edwards
- Infected (2011) - Dr. Dennehey
- The Ghost Club: Spirits Never Die (2013) - Stanley
- Tom Holland's Twisted Tales (2014) - Mr. Smith (segment "To Hell With You")
- Hidden in the Woods (2014) - Uncle Costello
- Echoes of War (2015) - Randolph McCluskey
- Road to Juarez (2015) - Doug Hermann
- Laugh Killer Laugh (2015) - Frank Stone
- The Networker (2015) - Charles Mangano
- The Midnight Man (2016) - Fairbanks
- The Bronx Bull (2016) - Jake LaMotta
- The Hollow (2016) - John 'Big John' Dawson
- Check Point (2017) - The Sheriff
- The Little Mermaid (2018)
- Vault (2018) - 'Buddy Providence'
- Cold Pursuit (2019) - Brock 'Wingman' Coxman
- Roe v. Wade (2020) - Potter Stewart
- I Am Fear (2020) - Marco
- Ida Red (TBA) - Lawrence Twilley
- Awake (2019) - Roger Bower

### Televiziune
- The Miracle of Kathy Miller (1981) - Mark
- CHiPs (1982) - 'Thrasher'
- Hill Street Blues (1983) - Richie
- Fame (1983) - Snake
- Baja Oklahoma (1988) - Tommy Earl Browner
- Blind Faith (1990) - Ferlin L'Heureux
- Cruel Doubt (1992) - Police Chief John Crone
- Willing to Kill: The Texas Cheerleader Story (1992) - Terry Harper
- The Untouchables (1993–1994) - Al Capone
- Gotti (1996) - Sammy Gravano
- First Time Felon (1997) - Sorley
- Dollar for the Dead (1998) - Dooley
- Dead Man's Gun (1999) - Harlan Riddle
- UC: Undercover (2001-2002) - 'Sonny' Walker
- John Doe (2002) - 'Digger'
- Larva (2005) - Jacob Long
- Hammerhead: Shark Frenzy (2005)
- Shark (2006–2008) - Harry Russo
- Final Approach (2007) - Silas Jansen
- Entourage (2007-2009) - Eddie Kapowski
- Boardwalk Empire (2011–2013) - Manny Horvitz
- În mintea criminalului (The Mentalist, 2011–2012) - Steve Rigsby
- Mob Doctor (2012–2013) - Constantine Alexander
- Twisted Tales (2013) - Mr. Smith
- Justified (2014) - Michael
- Hawaii Five-0 (2015, 2017) - Harry Brown
- Marvel's Daredevil (2016) - Dutton
- The Making of the Mob: Chicago (2016) - Himself
- Chicago Justice (2017) - David Zachariah
- Criminal Minds: Beyond Borders (2017) - Oleg Antakov / Ripper of Riga
- The Man in the High Castle (2018) - ARBI Director J. Edgar Hoover
- Magnum P.I. (2019) - Harry Brown[7]